# Moldavien i Eurovision Song Contest 2017
Moldavien deltog i Eurovision Song Contest 2017 i Kiev, Ukraina. Landet representerades av SunStroke Project med låten "Hey Mamma"
En semifinal och en final var upplägget.

## Semifinalen
Hölls 24 februari 2017
Bidragen med guldbakgrund gick vidare genom juryns val. Turkosfärgade var tittarnas favoriter.
| 1  | Vozniuc feat. Vio Grecu           | "Don't Lie"                | 26 | 5  | 113 | 8  |
| 2  | Emilia Russu                      | “If Only You”              | 21 | 2  | 81  | 12 |
| 3  | Sandy C                           | "A Beautiful World"        | 25 | 4  | 108 | 9  |
| 4  | Valeria Pașa                      | "Freedom"                  | 36 | 6  | 120 | 7  |
| 5  | Sergiu Pungă                      | "Ne-a fost iubirea un joc" | 12 | 0  | 99  | 10 |
| 6  | Ethno Republic & Surorile Osoianu | "Discover Moldova"         | 65 | 10 | -   | 2  |
| 7  | Marks & Ștefăneț                  | "Join Us in the Rain"      | 13 | 0  | 440 | 5  |
| 8  | Aurel Chirtoacă                   | "Dor de mamă"              | 38 | 7  | -   | 4  |
| 9  | Big Flash Sound                   | "Logic"                    | 17 | 1  | 34  | 13 |
| 10 | SunStroke Project                 | "Hey, Mamma!"              | 67 | 12 | -   | 1  |
| 11 | Diana Brescan                     | "Breathe"                  | 52 | 8  | -   | 3  |
| 12 | Nadia Moșneagu                    | "Never Give Up On Us"      | 3  | 0  | 16  | 14 |
| 13 | Samir Loghin                      | "Glow"                     | 8  | 0  | 335 | 6  |
| 14 | THE ONE                           | "Dance"                    | 23 | 3  | 86  | 11 |

## Finalen
Hölls 25 februari 2017
| Semifinal – 24 februari 2017 | Semifinal – 24 februari 2017      | Semifinal – 24 februari 2017 | Semifinal – 24 februari 2017 | Semifinal – 24 februari 2017 | Semifinal – 24 februari 2017 | Semifinal – 24 februari 2017 | Semifinal – 24 februari 2017 | Semifinal – 24 februari 2017 | Semifinal – 24 februari 2017 |
| Nr                           | Artist                            | Låt                          | Jury                         | Jury                         | Tele                         | Tele                         | Total                        | Plats                        |                              |
| ---------------------------- | --------------------------------- | ---------------------------- | ---------------------------- | ---------------------------- | ---------------------------- | ---------------------------- | ---------------------------- | ---------------------------- | ---------------------------- |
| 1                            | SunStroke Project                 | "Hey, Mamma"                 | 88                           | 10                           | 1539                         | 12                           | 22                           | 1                            |                              |
| 2                            | Samir Loghin                      | “Glow”                       | 34                           | 3                            | 217                          | 7                            | 10                           | 7                            |                              |
| 3                            | Valeria Pașa                      | "Freedom"                    | 51                           | 5                            | 148                          | 6                            | 11                           | 6                            |                              |
| 4                            | Aurel Chirtoacă                   | "Dor de mamă"                | 56                           | 6                            | 63                           | 3                            | 9                            | 8                            |                              |
| 5                            | Diana Brescan                     | "Breathe"                    | 80                           | 8                            | 127                          | 5                            | 13                           | 3                            |                              |
| 6                            | Marks & Ștefăneț                  | "Join Us in the Rain"        | 38                           | 4                            | 471                          | 8                            | 12                           | 4                            |                              |
| 7                            | Ethno Republic & Surorile Osoianu | "Discover Moldova"           | 90                           | 12                           | 598                          | 10                           | 22                           | 2                            |                              |
| 8                            | Vozniuc feat. Vio Grecu           | "Don't Lie"                  | 58                           | 7                            | 109                          | 4                            | 11                           | 5                            |                              |

## Under Eurovision
SunStroke Project nådde tredjeplatsen i finalen vilket är Moldaviens bästa placering hittills i tävlingen. 